# أدولف إيبرت
أدولف إيبرت (بالألمانية: Adolf Ebert) هو مؤرخ أدبي وأستاذ جامعي وكاتب ألماني، ولد في 1 يونيو 1820 في كاسل في ألمانيا، وتوفي في 1 يوليو 1890 في لايبزيغ في ألمانيا.